# أولاد سعيد (سيدي موسى)
أولاد سعيد هي إحدى مشيخات المملكة المغربية، تتبع جغرافيا لإقليم قلعة السراغنة وإداريًا لسيدي موسى. يقدر عدد سكانها بـ 27362 نسمة حسب الإحصاء الرسمي للسكان والسكنى لسنة 2004.